# Linia kolejowa nr 655
Linia kolejowa nr 655 – pierwszorzędna, jednotorowa, zelektryfikowana linia kolejowa znaczenia państwowego łącząca stację Mysłowice ze stacją Katowice Muchowiec.